# Crystal Palace Football Club 2021-2022
Questa voce raccoglie le informazioni riguardanti il Crystal Palace Football Club nelle competizioni ufficiali della stagione 2021-2022

## Stagione
Il 4 luglio 2021, il Crystal Palace affida la panchina all'ex stella dell'Arsenal Patrick Vieira.
La stagione del Crystal Palace inizia il 14 agosto 2021 a Londra, in casa del Chelsea, con una sconfitta per 3-0. Il debutto casalingo arriva il 21 agosto 2021, con uno 0-0 con il neopromosso Brentford. In English Cup, esce al secondo turno perdendo 1-0 con il Watford. Segue poi un pareggio per 2-2 in casa del West Ham.

## Maglie e Sponsor
| Casa | Trasferta | Terza maglia |

## Rosa
In corsivo i calciatori ceduti durante la stagione
| N. |                           | Ruolo | Calciatore                  |
| -- | ------------------------- | ----- | --------------------------- |
| 1  | Inghilterra (bandiera)    | P     | Jack Butland                |
| 2  | Inghilterra (bandiera)    | D     | Joel Ward                   |
| 3  | Inghilterra (bandiera)    | D     | Tyrick Mitchell             |
| 4  | Serbia (bandiera)         | C     | Luka Milivojević (capitano) |
| 5  | Inghilterra (bandiera)    | D     | James Tomkins               |
| 6  | Inghilterra (bandiera)    | D     | Marc Guéhi                  |
| 7  | Inghilterra (bandiera)    | C     | Michael Olise               |
| 8  | Senegal (bandiera)        | C     | Cheikhou Kouyaté            |
| 9  | Ghana (bandiera)          | A     | Jordan Ayew                 |
| 10 | Inghilterra (bandiera)    | C     | Eberechi Eze                |
| 11 | Costa d'Avorio (bandiera) | A     | Wilfried Zaha               |
| 12 | Inghilterra (bandiera)    | C     | Will Hughes                 |
| 13 | Spagna (bandiera)         | P     | Vicente Guaita              |
| 14 | Francia (bandiera)        | A     | Jean-Philippe Mateta        |
| 15 | Ghana (bandiera)          | D     | Jeff Schlupp                |

| N. |                        | Ruolo | Calciatore        |
| -- | ---------------------- | ----- | ----------------- |
| 16 | Danimarca (bandiera)   | D     | Joachim Andersen  |
| 17 | Inghilterra (bandiera) | D     | Nathaniel Clyne   |
| 18 | Scozia (bandiera)      | C     | James McArthur    |
| 19 | Inghilterra (bandiera) | P     | Remi Matthews     |
| 20 | Belgio (bandiera)      | A     | Christian Benteke |
| 22 | Francia (bandiera)     | A     | Odsonne Édouard   |
| 23 | Inghilterra (bandiera) | C     | Conor Gallagher   |
| 33 | Polonia (bandiera)     | D     | Jarosław Jach     |
| 34 | Inghilterra (bandiera) | D     | Martin Kelly      |
| 36 | Inghilterra (bandiera) | D     | Nathan Ferguson   |
| 40 | Scozia (bandiera)      | A     | Scott Banks       |
| 43 | Inghilterra (bandiera) | D     | Reece Hannam      |
| 44 | Paesi Bassi (bandiera) | D     | Jairo Riedewald   |
| 46 | Inghilterra (bandiera) | A     | Robert Street     |
| 49 | Inghilterra (bandiera) | C     | Jesurun Jak-Sakyi |

## Calciomercato

### Sessione estiva
| Acquisti         | Acquisti         | Acquisti          | Acquisti                     |
| R.               | Nome             | da                | Modalità                     |
| ---------------- | ---------------- | ----------------- | ---------------------------- |
| D                | Marc Guéhi       | Chelsea           | definitivo (23,34 milioni €) |
| D                | Joachim Andersen | Olympique Lione   | definitivo (17,5 milioni €)  |
| A                | Odsonne Édouard  | Celtic            | definitivo (16,3 milioni €)  |
| A                | Michael Olise    | Reading           | definitivo (9,3 milioni €)   |
| C                | Will Hughes      | Watford           | definitivo (7 milioni €)     |
| P                | Remi Matthews    | Sunderland        | gratuito                     |
| C                | Jacob Montes     | Georgetown Hoyas  | gratuito                     |
| C                | Conor Gallagher  | Chelsea           | prestito                     |
| Altre operazioni |                  |                   |                              |
| R.               | Nome             | da                | Modalità                     |
| D                | Jarosław Jach    | Raków Częstochowa | fine prestito                |

| Cessioni         | Cessioni            | Cessioni    | Cessioni |
| R.               | Nome                | a           | Modalità |
| ---------------- | ------------------- | ----------- | -------- |
| D                | Patrick van Aanholt | Galatasaray | gratuito |
| A                | Andros Townsend     | Everton     | gratuito |
| D                | Mamadou Sakho       | Montpellier | gratuito |
| C                | James McCarthy      | Celtic      | gratuito |
| D                | Gary Cahill         | Bournemouth | gratuito |
| D                | Scott Dann          | Reading     | gratuito |
| P                | Wayne Hennessey     | Burnley     | gratuito |
| C                | Jacob Montes        | KSK Beveren | prestito |
| Altre operazioni |                     |             |          |
| R.               | Nome                | da          | Modalità |

### Sessione invernale
| Acquisti         | Acquisti             | Acquisti     | Acquisti                    |
| R.               | Nome                 | da           | Modalità                    |
| ---------------- | -------------------- | ------------ | --------------------------- |
| A                | Jean-Philippe Mateta | Magonza      | definitivo (11 milioni €)   |
| A                | Luke Plange          | Derby County | definitivo (1,18 milioni €) |
| Altre operazioni |                      |              |                             |
| R.               | Nome                 | da           | Modalità                    |
| C                | Jacob Montes         | KSK Beveren  | fine prestito               |

| Cessioni         | Cessioni             | Cessioni         | Cessioni         |
| R.               | Nome                 | a                | Modalità         |
| Altre operazioni | Altre operazioni     | Altre operazioni | Altre operazioni |
| R.               | Nome                 | da               | Modalità         |
| ---------------- | -------------------- | ---------------- | ---------------- |
| C                | Jacob Montes         | RWDM47           | prestito         |
| A                | Harry Freedman       | Macclesfield     | gratuito         |
| A                | Jean-Philippe Mateta | Magonza          | fine prestito    |
| A                | Luke Plange          | Derby County     | fine prestito    |

## Risultati

### Premier League

#### Girone di andata
| Arbitro: | Moss |

|                                     |           |  |
| Alonso 27’ Pulisic 40’ Chalobah 58’ | Marcatori |  |

| Londra 21 agosto 2021, ore 15:00 WEST 2ª giornata | Crystal Palace | 0 – 0 referto | Brentford | Selhurst Park (23 091 spett.)\| Arbitro: \| Atkinson \| |
| Arbitro:                                          | Atkinson       |               |           |                                                         |

| Arbitro: | Attwell |

|                         |           |                    |
| Fornals 39’ Antonio 68’ | Marcatori | 58’, 70’ Gallagher |

| Arbitro: | Moss |

|                                  |           |  |
| Zaha 76’ (rig.) Édouard 84’, 93’ | Marcatori |  |

| Arbitro: | Madley |

|                              |           |  |
| Mané 43’ Salah 78’ Keïta 89’ | Marcatori |  |

| Arbitro: | Marriner |

|            |           |            |
| Zaha 45+2’ | Marcatori | 95’ Maupay |

| Arbitro: | Taylor |

|                       |           |                         |
| Olise 61’ Schlupp 72’ | Marcatori | 31’ Ịheanachọ 37’ Vardy |

| Arbitro: | Dean |

|                             |           |                         |
| Aubameyang 8’ Lacazette 95’ | Marcatori | 50’ Benteke 73’ Édouard |

| Arbitro: | Darren |

|             |           |            |
| Benteke 56’ | Marcatori | 65’ Wilson |

| Arbitro: | Marriner |

|  |           |                       |
|  | Marcatori | 6’ Zaha 88’ Gallagher |

| Arbitro: | Scott |

|                        |           |  |
| Zaha 61’ Gallagher 78’ | Marcatori |  |

| Arbitro: | Hooper |

|                             |           |                           |
| Mee 19’ Wood 27’ Cornet 49’ | Marcatori | 8’, 36’ Benteke 41’ Guéhi |

| Arbitro: | Salisbury |

|             |           |                        |
| Guéhi 90+5’ | Marcatori | 15’ Targett 86’ McGinn |

| Arbitro: | Friend (Leicestershire) |

|                       |           |  |
| Raphinha 90+3’ (rig.) | Marcatori |  |

| Arbitro: | Pawson |

|          |           |  |
| Fred 77’ | Marcatori |  |

| Arbitro: | Madley (West Yorkshire) |

|                                  |           |            |
| Gallagher 41’, 90+3’ Tomkins 62’ | Marcatori | 70’ Rondón |

| Arbitro: | Hooper |

|                  |           |                           |
| Zaha 2’ Ayew 65’ | Marcatori | 32’ Ward-Prowse 36’ Broja |

| Arbitro: | Marriner |

|             |           |                                        |
| Sissoko 18’ | Marcatori | 15’ Mateta 42’ Gallagher 85’, 90’ Zaha |

| Arbitro: | Moss |

|                            |           |  |
| Kane 32’ Lucas 34’ Son 74’ | Marcatori |  |

#### Girone di ritorno
| Arbitro: | Tierney |

|                                          |           |  |
| Édouard 8’ (rig.) Mateta 38’ Schlupp 42’ | Marcatori |  |

| Arbitro: | Oliver |

|                       |           |                                       |
| Édouard 83’ Olise 90’ | Marcatori | 22’ Antonio 25’, 45+5’ (rig.) Lanzini |

| Arbitro: | Jones |

|                     |           |               |
| Andersen 87’ (aut.) | Marcatori | 69’ Gallagher |

| Arbitro: | Friend |

|             |           |                                                       |
| Édouard 55’ | Marcatori | 8’ van Dijk 32’ Oxlade-Chamberlain 89’ (rig.) Fabinho |

| Arbitro: | Tierney |

|          |           |          |
| Pukki 1’ | Marcatori | 60’ Zaha |

| Brentford 12 febbraio 2022, ore 15:00 WET 25ª giornata | Brentford | 0 – 0 referto | Crystal Palace | Brentford Community Stadium (16 958 spett.)\| Arbitro: \| Hooper \| |
| Arbitro:                                               | Hooper    |               |                |                                                                     |

| Arbitro: | Coote |

|  |           |            |
|  | Marcatori | 89’ Ziyech |

| Arbitro: | Moss |

|            |           |                        |
| Schlupp 9’ | Marcatori | 46’ (aut.) Milivojević |

| Arbitro: | Madley |

|  |           |                            |
|  | Marcatori | 19’ Mateta 34’ (rig.) Zaha |

| Londra 14 marzo 2022, ore 20:00 WET 29ª giornata | Crystal Palace | 0 – 0 referto | Manchester City | Selhurst Park (25 309 spett.)\| Arbitro: \| Atkinson \| |
| Arbitro:                                         | Atkinson       |               |                 |                                                         |

| Arbitro: | Harrington |

|             |           |  |
| Almirón 32’ | Marcatori |  |

| Arbitro: | Tierney |

|                                     |           |  |
| Mateta 16’ Ayew 24’ Zaha 74’ (rig.) | Marcatori |  |

| Arbitro: | Jones |

|                               |           |          |
| Lookman 39’ Dewsbury-Hall 45’ | Marcatori | 65’ Zaha |

| Arbitro: | Taylor |

|                                             |           |                     |
| Keane 54’ Richarlison 75’ Calvert-Lewin 85’ | Marcatori | 21’ Mateta 36’ Ayew |

| Londra 25 aprile 2022, ore 20:00 WEST 34ª giornata | Crystal Palace | 0 – 0 referto | Leeds Utd | Selhurst Park (25 357 spett.)\| Arbitro: \| Darren \| |
| Arbitro:                                           | Darren         |               |           |                                                       |

| Arbitro: | Gillett |

|          |           |                    |
| Romeu 9’ | Marcatori | 60’ Eze 90+2’ Zaha |

| Arbitro: | Scott |

|                 |           |  |
| Zaha 31’ (rig.) | Marcatori |  |

| Arbitro: | Kavanagh |

|             |           |             |
| Watkins 69’ | Marcatori | 81’ Schlupp |

| Arbitro: | Atkinson |

|          |           |  |
| Zaha 37’ | Marcatori |  |

### FA Cup
| Arbitro: | Taylor |

|           |           |                      |
| Adobe 17’ | Marcatori | 46’ Olise 58’ Mateta |

| Arbitro: | Bankes |

|                    |           |  |
| Guéhi 4’ Olise 22’ | Marcatori |  |

| Arbitro: | Jones |

|                           |           |           |
| Kouyaté 53’ Riedewald 82’ | Marcatori | 58’ Tymon |

| Arbitro: | Attwell |

|                                          |           |  |
| Guéhi 25’ Mateta 41’ Zaha 79’ Hughes 88’ | Marcatori |  |

| Arbitro: | Taylor |

|                            |           |  |
| Loftus-Cheek 65’ Mount 76’ | Marcatori |  |

### EFL Cup

#### Turni eliminatori
| Arbitro: | Robinson |

|              |           |  |
| Fletcher 86’ | Marcatori |  |

## Statistiche

### Statistiche di squadra
Statistiche aggiornate al 23 maggio 2022.
| Competizione   | Punti         | In casa | In casa | In casa | In casa | In casa | In casa | In trasferta | In trasferta | In trasferta | In trasferta | In trasferta | In trasferta | Totale | Totale | Totale | Totale | Totale | Totale | DR |
| Competizione   | Punti         | G       | V       | N       | P       | Gf      | Gs      | G            | V            | N            | P            | Gf           | Gs           | G      | V      | N      | P      | Gf     | Gs     | DR |
| -------------- | ------------- | ------- | ------- | ------- | ------- | ------- | ------- | ------------ | ------------ | ------------ | ------------ | ------------ | ------------ | ------ | ------ | ------ | ------ | ------ | ------ | -- |
| Premier League | 48            | 19      | 7       | 8       | 4       | 27      | 17      | 19           | 4            | 7            | 8            | 23           | 29           | 38     | 11     | 15     | 12     | 50     | 46     | +4 |
| FA Cup         | Semifinale    | 3       | 3       | 0       | 0       | 8       | 1       | 2            | 1            | 0            | 1            | 2            | 3            | 5      | 4      | 0      | 1      | 10     | 4      | +6 |
| League Cup     | Secondo turno | 0       | 0       | 0       | 0       | 0       | 0       | 1            | 0            | 0            | 1            | 0            | 1            | 1      | 0      | 0      | 1      | 0      | 1      | -1 |
| Totale         | 48            | 22      | 10      | 8       | 4       | 35      | 18      | 22           | 5            | 7            | 10           | 25           | 33           | 44     | 15     | 15     | 14     | 60     | 51     | +9 |

### Andamento in campionato
| Giornata  | 1  | 2  | 3  | 4  | 5  | 6  | 7  | 8  | 9  | 10 | 11 | 12 | 13 | 14 | 15 | 16 | 17 | 18 | 19 | 20 | 21 | 22 | 23 | 24 | 25 | 26 | 27 | 28 | 29 | 30 | 31 | 32 | 33 | 34 | 35 | 36 | 37 | 38 |
| --------- | -- | -- | -- | -- | -- | -- | -- | -- | -- | -- | -- | -- | -- | -- | -- | -- | -- | -- | -- | -- | -- | -- | -- | -- | -- | -- | -- | -- | -- | -- | -- | -- | -- | -- | -- | -- | -- | -- |
| Luogo     | T  | C  | T  | C  | T  | C  | C  | T  | C  | T  | C  | T  | T  | C  | T  | T  | C  | T  | T  | C  | C  | T  | C  | T  | T  | C  | C  | T  | C  | T  | C  | T  | T  | C  | T  | C  | T  | C  |
| Risultato | P  | N  | N  | V  | P  | N  | N  | N  | N  | V  | V  | N  | N  | P  | P  | P  | V  | V  | P  | V  | P  | N  | P  | N  | N  | P  | N  | V  | N  | P  | V  | P  | P  | N  | V  | V  | N  | V  |
| Posizione | 18 | 14 | 14 | 11 | 14 | 15 | 14 | 14 | 15 | 13 | 10 | 10 | 11 | 11 | 14 | 12 | 11 | 11 | 11 | 12 | 12 | 12 | 13 | 13 | 13 | 13 | 13 | 11 | 10 | 14 | 9  | 10 | 13 | 12 | 10 | 13 | 13 | 12 |

Legenda:

Luogo: C = Casa; T = Trasferta. Risultato: V = Vittoria; N = Pareggio; P = Sconfitta.